# Der ferne Klang
Der ferne Klang (títol original en alemany; en català, El so llunyà) és una òpera en tres actes amb música i llibret de Franz Schreker. Es va estrenar el 18 d'agost de 1912 a l'Alte Oper de Frankfurt del Main, sota la direcció de Ludwig Rottenberg.
La seva segona òpera i la primera d'interès, va ser la sensació operística del 1912. El llibret, igual que les de les altres set òperes que va compondre, va ser escrit per ell mateix. Va ser l'obra de consagració a la fama del compositor, i es va interpretar amb freqüència fins al 1931, poc després del qual la música del compositor va ser proscrita pel règim nazi. Molt oblidat després de la Segona Guerra Mundial, ha estat reviscut per diverses companyies d'òpera al segle XXI.
Der ferne Klang tracta d'un jove músic en la seva recerca del so definitiu, que destrueix tot el que l'estima per descobrir tard i sense possibilitat de redempció, que el so va estar sempre al costat de la dona que des del principi el va voler.

## Composició
Redactada el 1901, Schreker va completar el llibret de tres actes el 1903. Tanmateix, trigaria uns deu anys a compondre la música. Les crítiques del seu professor de composició Robert Fuchs van fer que Schreker abandonés el projecte per primera vegada el 1903. No hi va tornar fins al 1905, després d'haver assistit a les primeres representacions de l'òpera Salomé de Richard Strauss. L'interludi orquestral de l'acte III (titulat Nachtstück) va rebre el seu primer concert per la Wiener Tonkünstler-Orchester el 25 de novembre de 1909 sota la direcció d'⁣Oskar Nedbal. Tot i que l'actuació va ser tempestuosa, va impulsar a Schreker a l'avantguarda dels compositors vienesos progressistes, Schreker es va sentir prou encoratjat per acabar finalment l'òpera el 1910.
Alban Berg va preparar la partitura vocal de l'òpera el 1911. L'obra està dedicada a Bruno Walter.

## Representacions
L'òpera es va representar per primera vegada el 18 d'agost de 1912 per l'⁣Oper Frankfurt, dirigida per Ludwig Rottenberg i va continuar representant-se regularment durant les dues dècades següents, quan va ocupar un lloc especial en el món de parla alemanya com una de les obres pioneres de l'òpera moderna. Entre les produccions importants es va incloure l'estrena txeca el maig de 1920 al Neues Deutsches Theatre de Praga amb Alexander Zemlinsky i l'exitosa producció de l'Òpera Estatal de Berlín de maig de 1925 amb Erich Kleiber amb Richard Tauber i l'esposa del compositor Maria Schreker en els papers principals. L'òpera també es va representar a Leningrad (1925) i Estocolm (1927). Les últimes produccions durant la vida de Schreker van ser al Teatre d'Aquisgrà i a Teplitz-Schönau durant la temporada 1930/31, després de la qual la prohibició nazi de l'Entartete Musik va fer que desaparegués del repertori.
L'òpera ha estat redescoberta i s'ha fet popular, com ho il·lustra el nombre de representacions que va rebre el 2010. Aquestes van incloure una producció de Peter Mussbach a l'⁣Òpera Estatal de Berlín escenificada per primera vegada el 2001 i una altra producció a l'⁣Òpera de Zúric, dirigida per Ingo Metzmacher, amb Juliane Banse i Roberto Saccà en els papers principals. L'òpera també es va oferir com a part del Bard SummerScape, el festival d'estiu del Bard College els mesos de juliol i agost a Annandale-on-Hudson, Nova York, sota el director musical Leon Botstein i posada en escena pel "director visionari" Thaddeus Strassberger.
Una nova producció a l'Òpera de Bonn es va estrenar el desembre de 2011 i una altra posada en escena va tenir lloc a l'⁣Opéra national du Rhin d'Estrasburg l'octubre de 2012. L'any 2019 es va posar en escena una nova producció a l'Oper Frankfurt on s'havia fet l'estrena mundial, dirigida per Sebastian Weigle, posada en escena per Damiano Michieletto amb Jennifer Holloway i Ian Koziara en els papers principals. La producció estava dedicada a Michael Gielen, que havia iniciat el renaixement de Schreker a Frankfurt amb Die Gezeichneten el 1979.
L'octubre de 2019, es va presentar una nova producció a la Royal Swedish Opera, dirigida per Stefan Blunier i dirigida per Christof Loy, amb Agneta Eichenholz com a Grete i Daniel Johansson com a Fritz.
El març de 2022, hi va haver una nova posada en escena a l'⁣Òpera Estatal de Praga en una producció de Timofey Kulyabin dirigida per Karl-Heinz Steffens amb Světlana Aksenova i Aleš Brescien en els papers principals.

## Argument

### Acte I
Fritz, un compositor, i Grete Graumann, la filla d'un pobre oficial retirat, estan enamorats. Fritz vol casar-se amb Grete, però Fritz li diu que abans d'això ha d'escriure una gran peça de música i descobrir el misteriós so distant ("der ferne Klang") que sent dins seu. Grete intenta en va convèncer-lo perquè es quedi amb ella. Fritz deixa el seu amor d'infància i se'n va a la recerca del so llunyà.
Quan Grete torna a casa seva, es troba amb una vella estranya que pregunta a la noia sorpresa sobre Fritz i li promet ajudar-la si ho necessita. Grete continua el seu camí cap a casa.
De tornada a casa, la mare de Grete, Frau Graumann, parla amb Grete sobre els deutes que ha acumulat la família. Frau Graumann ha decidit que, en lloc de manllevar diners, Grete hauria de trobar una feina per ajudar a millorar la situació econòmica. Grete es queixa que el seu pare beu massa.
Mentre diu això, el pare de Grete, Graumann, arriba amb els seus companys de beguda, un actor i el Dr. Vigelius. Graumann acaba de perdre la seva filla en un joc de daus amb el seu arrendador, i han vingut a cobrar el deute. Quan Grete s'hi nega, el seu pare es posa furiós. Abans que pugui fer-li mal a la seva filla, els seus companys arrosseguen Graumann de tornada al pub.
Per calmar la seva mare, Grete fingeix estar contenta de casar-se amb l'arrendador. Però quan la seva mare la deixa sola a l'habitació, Grete salta per la finestra i s'afanya a buscar Fritz.
Grete no pot atrapar Fritz i cau esgotada a la riba d'un llac. Pensa a ofegar-se, però després pren consciència de la bellesa de la natura a la nit. S'adorm, somiant amb el seu amor. La vella, que en realitat és una prostituta, apareix de nou i promet portar-li un futur brillant si la segueix.

### Acte II
Deu anys després, Grete és la celebrada reina del demimonde en una illa al golf de Venècia, al famós saló de ball "La Casa di Maschere". Però, tot i la seva fama i èxit, encara pensa en Fritz.
Aquest dia en particular, ella promet acabar amb el sofriment dels seus pretendents i decidir sobre el seu següent amant, anunciant que guanyarà aquell que pugui tocar-li el cor més profundament amb una cançó. El comte canta In einem Lande ein bleicher König, una cançó trista però bonica, que la multitud aplaudeix. El cavaller respon amb Das Blumenmädchen von Sorrent, una cançó obscena que la multitud gaudeix mentre s'hi uneixen sorollosament.
Mentre Grete es decideix, un estrany apareix enmig de la sala. És Fritz, que reconeix Grete immediatament i va directament cap a ella. Li diu que no ha trobat el so distant que l'ha estat esquivant aquests últims deu anys, així que ha anat a buscar-la a ella i ara vol fer-la la seva esposa.
Tot i que Grete encara està enamorada de Fritz i li agradaria estar amb ell, decideix que ha de revelar-li que és una cortesana, i després li pregunta si encara es vol casar. Al principi ell no s'ho creu, però quan el comte el desafia a un duel, Fritz, commogut i decebut, es nega a fer-lo i se'n va. Grete, en la seva desesperació, cau als braços del comte.

### Acte III
Han passat cinc anys més i Fritz ha acabat la seva òpera, "Die Harfe". Durant l'estrena, el primer acte va bé, però el segon acte acaba amb un motí del públic perquè a ningú li agrada la música.
Mentrestant, Grete ha perdut la protecció del comte i ara és una dona lliure de carrer. Ella s'assabenta del motí i està preocupada per Fritz. De camí a casa, algú al carrer l'aborda, però el doctor Vigelius i els actors, que s'allotgen en un hotel proper, apareixen i la salven de ser molestada. El doctor Vigelius acompanya Grete a casa seva.
Fritz seu a casa, vell i deprimit. Reconeix massa tard que ha destruït no només la seva vida, sinó també el seu amor. En va, el seu amic Rudolf intenta animar-lo i li recorda que encara hi ha temps de reescriure l'òpera. Fritz li diu que està a prop del final de la seva vida i només vol veure Grete, a qui va allunyar de manera insensata dues vegades. Rudolf va a buscar-la, però arriba el doctor Vigelius, portant Grete.
Grete i Fritz s'enfonsen agraïts en els braços l'un de l'altre. Finalment, el compositor escolta el so llunyà, que, segons sembla, sempre estava a l'abast. Amb alegria, comença a escriure un nou final per a la seva òpera, però abans que pugui acabar, mor als braços de la seva estimada.

## Personatges
| Personatge                                  | Tessitura           | Repartiment de l'estrena 18 d'agost de 1912 (Director: Ludwig Rottenberg) |
| ------------------------------------------- | ------------------- | ------------------------------------------------------------------------- |
| Acte I                                      |                     |                                                                           |
| Vell Graumann, un funcionari civil retirat  | baríton             | Richard Korschen                                                          |
| Esposa del vell Graumann                    | mezzosoprano        | Marie Welling-Bertram                                                     |
| Grete, la seva filla                        | soprano             | Lisbeth Sellin                                                            |
| Fritz, un jove artista                      | tenor               | Karl Gentner                                                              |
| Amo de la posada "Zum Schwan"               | baix                | Josef Gareis                                                              |
| Un mal actor                                | baríton             | Rudolf Brinkmann                                                          |
| Dr. Vigelius, un advocat                    | baix agut           | Herbert Estoc                                                             |
| Una anciana                                 | mezzosoprano        | Bella Fortner-Halbaerth                                                   |
| Acte II                                     |                     |                                                                           |
| Greta, una ballarina (àlies Grete Graumann) | soprano             | Lisbeth Sellin                                                            |
| Mizi, una ballarina                         | soprano             | Anita Franz                                                               |
| Milli, una ballarina                        | soprano             | Fulda Kopp                                                                |
| Mary, una ballarina                         | soprano             | Lina Doninger                                                             |
| Una noia espanyola, una ballarina           | soprano             | Frieda Cornelius                                                          |
| El comte, de 24 anys                        | baríton             | Richard Breitenfeld                                                       |
| El baró, de 50 anys                         | baix                | Alfred Hauck                                                              |
| El cavaller, 30-35 anys                     | tenor               | Erik Wirl                                                                 |
| Fritz                                       | tenor               | Karl Gentner                                                              |
| Acte III                                    |                     |                                                                           |
| Fritz                                       | tenor               | Karl Gentner                                                              |
| Tini (àlies Grete Graumann)                 | soprano             | Lisbeth Sellin                                                            |
| Rudolf, un doctor, amic de Fritz            | baix agut o baríton | Walter Schneider                                                          |
| Dr. Vigelius                                | sota agut           | Herbert Estoc                                                             |
| Un actor                                    | baríton             | Rudolf Brinkmann                                                          |
| Primer membre del cor                       | tenor               | Otto Weindel                                                              |
| Segon membre del cor                        | baix                | Carl Bauermann                                                            |
| Cambrera                                    | mezzosoprano        | Ànima Wendorf                                                             |
| Un dubtós individu                          | tenor               | Hermann Schramm                                                           |
| Un policia                                  | baix                | Wilhelm Drumm                                                             |
| Un criat                                    | paper parlat        |                                                                           |

## Enregistraments
- El 1991 Capriccio va publicar un enregistrament de 1990 amb Gerd Albrecht dirigint l'⁣Orquestra Simfònica de la Ràdio de Berlín i Gabriele Schnaut i Thomas Moser en els papers principals.[14]
- L'any 2000, Naxos va publicar un enregistrament en directe del gener de 1989 des de l'Ajuntament de Hagen, Alemanya, amb Michael Halász dirigint la Hagen Philharmonic Orchestra, i Elena Grigorescu i Thomas Harper en els papers principals.[15][16]